# 岸川一星
岸川 一星（きしかわ いっせい、1983年 - ）は日本の卓球指導者。福岡県北九州市出身。

## 経歴
- 以下、特記のないものは著書[要文献特定詳細情報]のプロフィールによるもの。
- 1983年に生まれ、祖父の影響で5歳から卓球をはじめる。
- 1998年全国中学校大会シングルスで優勝。
- 1999年、東山高校在学中、全日本選手権ジュニアの部で準優勝する。ダブルスでは第三位
- 早稲田大学進学後の2003年、全日本大学対抗選手権優勝。全日本学生選手権ダブルスで準優勝。
- 2009年、全国ラージボール大会シングルスで準優勝[1]。
- 2010年、東京選手権男子ダブルスでベスト8[1]。
- 現在は、クニヒロ卓球のコーチとSTIGA契約コーチを務める。

## 人物

### 選手としての特徴
バックドライブが得意技。

### その他
血液型はA型。好きな本ははじめの一歩。座右の銘は「練習は不可能を可能にする」。

## 著書
- 『マルチアングル戦術図解卓球の戦い方: 先の先を読み、超高速ラリーを制す』